# Silvesterkapel
De Silvesterkapel (Duits: Sylvesterkapelle) is een rond het jaar 840 gebouwde kapel in Goldbach bij Überlingen (Baden-Württemberg). De kapel behoort tot de oudst bewaarde kerkgebouwen van Duitsland en is binnen versierd met karolingische muurfresco's.

## Stichting

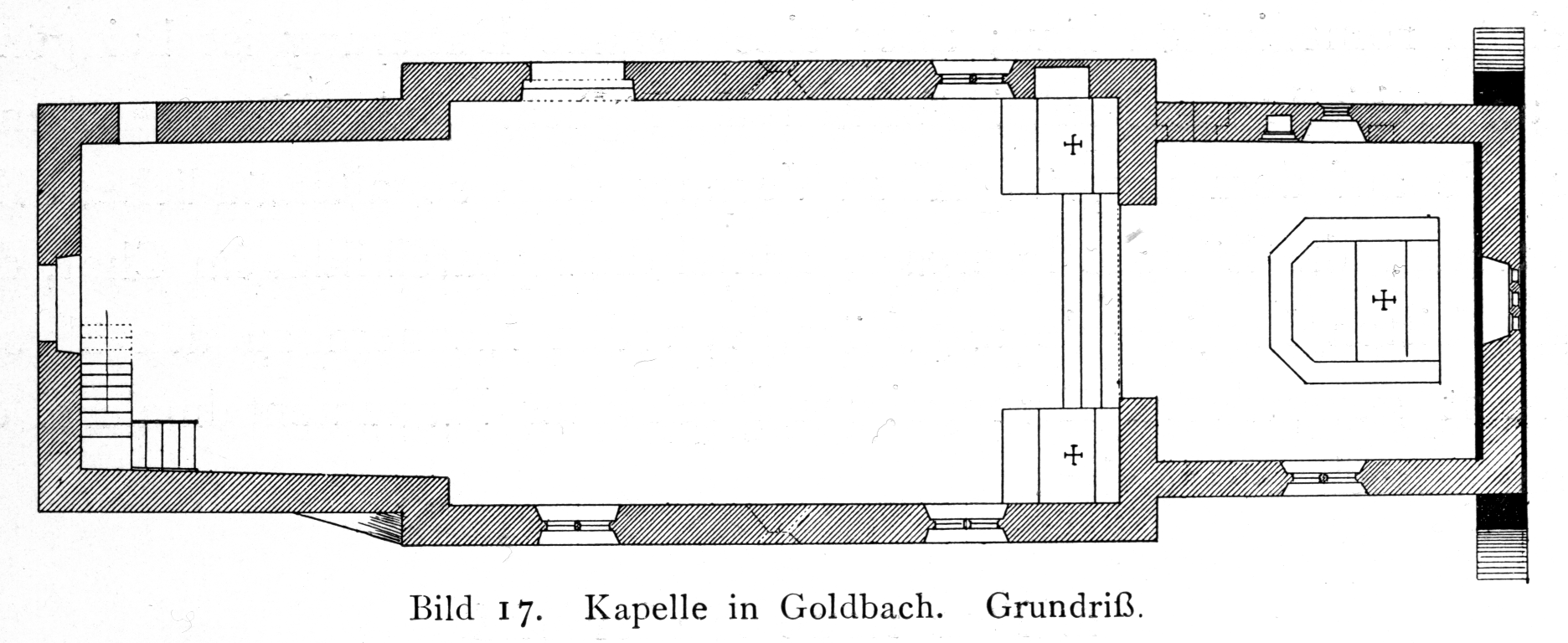
Plattegrond

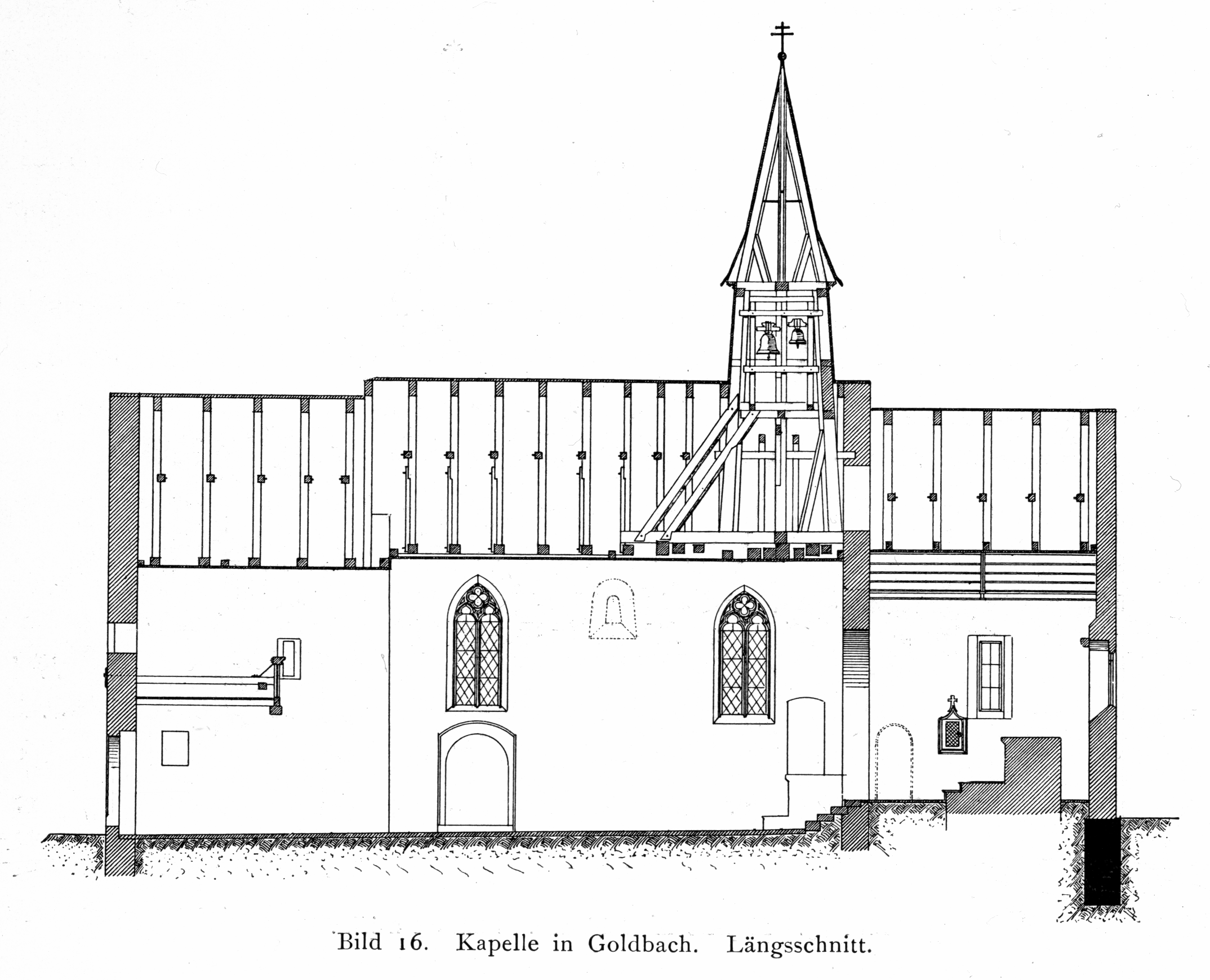
lengtedoorsnee

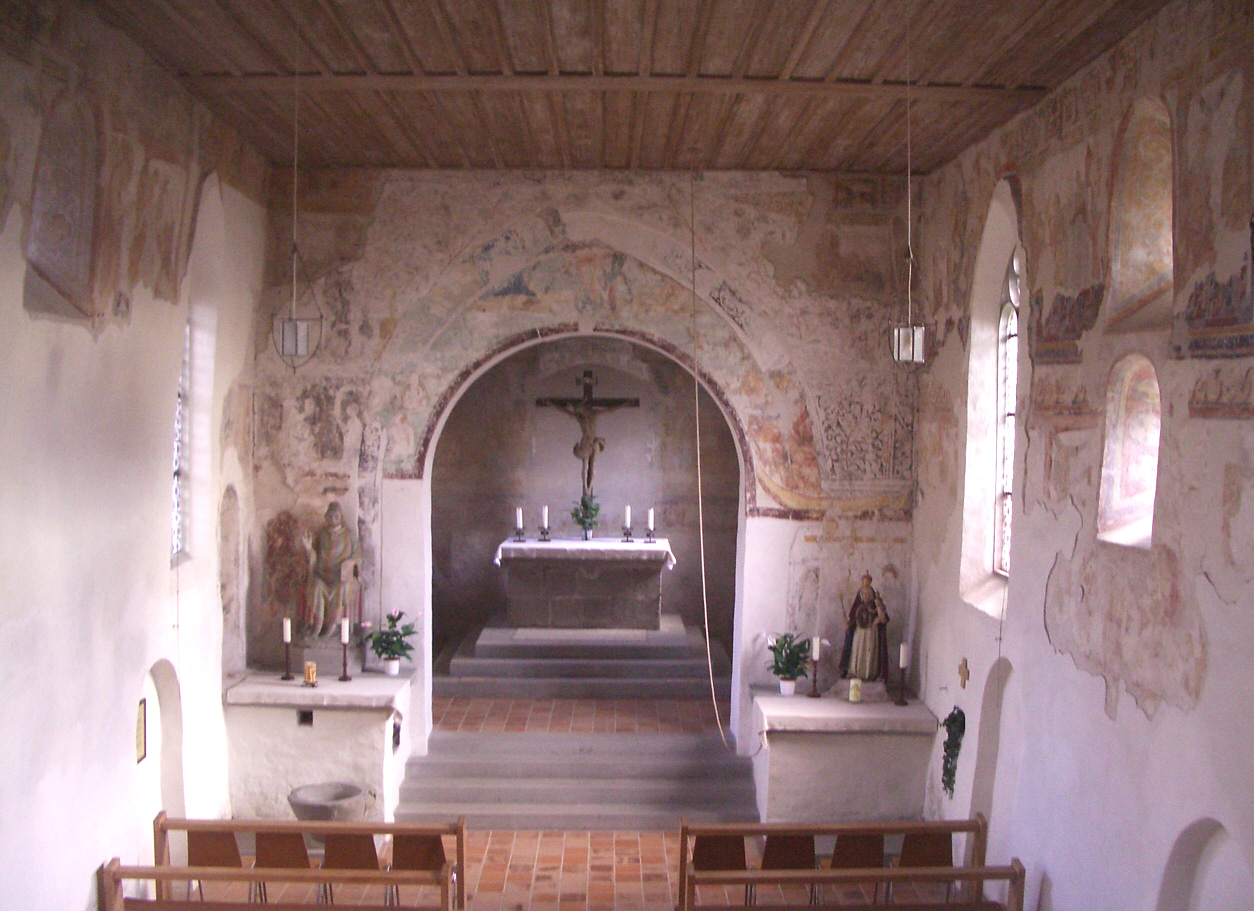
Interieur

De bouwdatum van de kapel is niet exact bekend. Volgens de laatste inzichten werd de kapel rond 840 door een Alemaanse graaf met de naam Alpger (Albgar) gesticht en met relieken van de heilige Marcianus van Tortona (bisschop en martelaar; † 120) voorzien. Deze uit Linzgau afkomstige graaf was raadgever aan het keizerlijke hof van Karel de Grote. Al snel na de voltooiing van het kerkje rond 840 begonnen monniken van het klooster Reichenau met het aanbrengen van een meanderband in de kerk en een wijdingsinschrift in dichtvorm. Of er ook een cyclus van fresco's werden aangebracht is niet bekend maar wel waarschijnlijk.
Ongeveer 100-150 jaar later werd de kapel met 2,20 meter verhoogd en van een nieuw oostelijk koor verzien. Mogelijk werd de verbouwing mogelijk gemaakt door het edele echtpaar Winidhere en Hiltepurg, wiens afbeeldingen op de koorboog zijn aangebracht. Uit de tijd van deze verbouwing stammen ook de ottoonse fresco’s. Dankzij het verhogen van het schip was er nu plaats voor het aanbrengen van een grote cyclus fresco’s over het leven van Jezus. In het koor werden de twaalf apostelen met Christus in hun midden aangebracht. Ook deze fresco’s werden door de monniken van Reichenau geschilderd en het zouden weleens dezelfde broeders kunnen zijn geweest die ook de Joriskerk in Oberzell op het kloostereiland Reichenau van fresco’s hadden voorzien. Daarnaast werden de oudere, lager gelegen vensters dichtgemetseld en een aantal nieuwe vensters ingebouwd.  
In de loop der eeuwen veranderde het kerkgebouw herhaaldelijk. In de 14e eeuw opende men de oostelijke muur van het koor om er drie vensters in te brengen en een sacramentsnis in de noordelijke muur. Rond deze tijd kreeg de kapel ook het patrocinium van de heilige Silvester.
In de 15e eeuw werd de vierkante voorbouw bij het kerkschip getrokken, dat ook een venster met een gotisch visblaasornament kreeg. Ook veranderde men de koorboog in een spitsboog, hetgeen echter in de 17e eeuw weer ongedaan werd gemaakt.  Om meer lichtval te creëren werd in de 16e eeuw een maaswerkvenster in de zuidelijke muur van het koor ingebracht. Vier keer werd het interieur van de kerk tussen de 14e en 18e eeuw overgepleisterd en deels weer met nieuwe fresco’s versierd.

#### Herontdekking
Tot de herontdekking van de fresco’s in het einde van de 19e eeuw (koor) en het begin van de 20e eeuw (schip) gold het kerkje als een onbeduidend laatgotisch gebouw.  Ze werden in 1958 opnieuw gereinigd en gefixeerd. In recentere tijden werd opnieuw fragmenten van fresco’s blootgelegd en gerestaureerd. Ondanks alle zorg gingen door de verbouwingen en de noodzakelijke verwijderingen van pleisterlagen bij de restauratie delen van de fresco’s voor altijd verloren.

## Architectuur
Het kerkschip meet 6,2 x 10,2 meter en is in architectonisch opzicht zeer eenvoudig. De zuidelijke muur heeft twee hoge gotische vensters met visblaasornamenten en daartussen nog twee boven elkaar geplaatste vensters. In het onderste deel van de muur bleven de oude vensternissen bewaard, die voor de verhoging van de muren in de 10e eeuw als vensters dienden. De ramen van de noordelijke muur lopen ongeveer symmetrisch aan die van de zuidelijke muur, al bevindt zich hier slechts één klein venster tussen de twee grote vensters in het bovenste deel van de muur. De kerk heeft een vlak houten plafond en boven de westelijke ingang  een kleine houten galerij voor het orgel.
Het verhoogde koor met in de zuidelijke muur een parabolisch venster is bijna vierkant (4,9 x 4,8 meter). Links en rechts van de trap naar het koor staan aan de koorboog hoekaltaren. Op het linker hoekaltaar staat een 14e-eeuws beeld van de heilige Silvester. Het rechter hoekaltaar wordt versierd met een beeld van Maria.

## Fresco’s
De oudste fresco’s stammen uit de karolingische tijd en zijn onmiddellijk na de voltooiing van de kerk rond 840 aangebracht. Het betreft het meanderornament, dat oorspronkelijk direct onder het dak langs de muren van de hele kerkruimte liep met daaronder een in hoofdletters aangebracht opschrift. Dit opschrift betreft een Latijns gedicht van de hand van de abt Walahfrid Strabo. In de kapel bleven 53 letters van het gedicht bewaard, waaronder de  samenhangende woorden SED SATANAS NON’’ … ‘’[IN]VIDIAE FACIBVS CONCITVS ARME LE[VAT]. Het gehele gedicht werd door een handschrift onder de titel in ecclesia sancti martiani. In golhdbah (in de kerk van Sint-Marcianus in Goldbach) uit het klooster van Fulda uit het jaar 850 aan ons overgeleverd. De inhoud is een lofzang op de martelaar Marcianus, de eerste bisschop van Tortona. Ook wordt de graaf Alpger genoemd, die deze kerk “met de hulp van God liet bouwen” en onder de bescherming van de heilige stelde.

#### Het fresco van het echtpaar Winidhere en Hilteburg

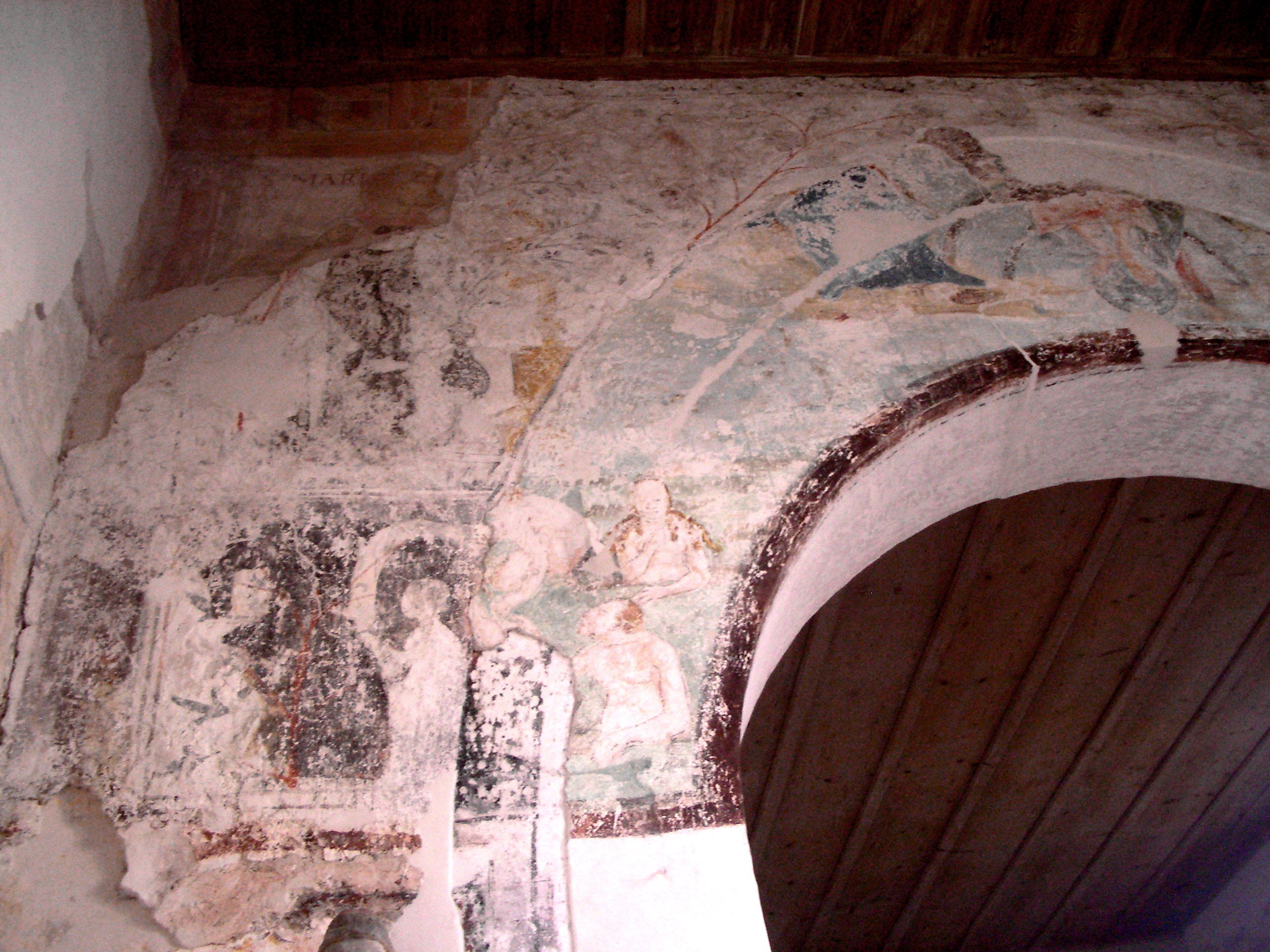
Fresco Hilteburg op de linkerkant van de koorboog

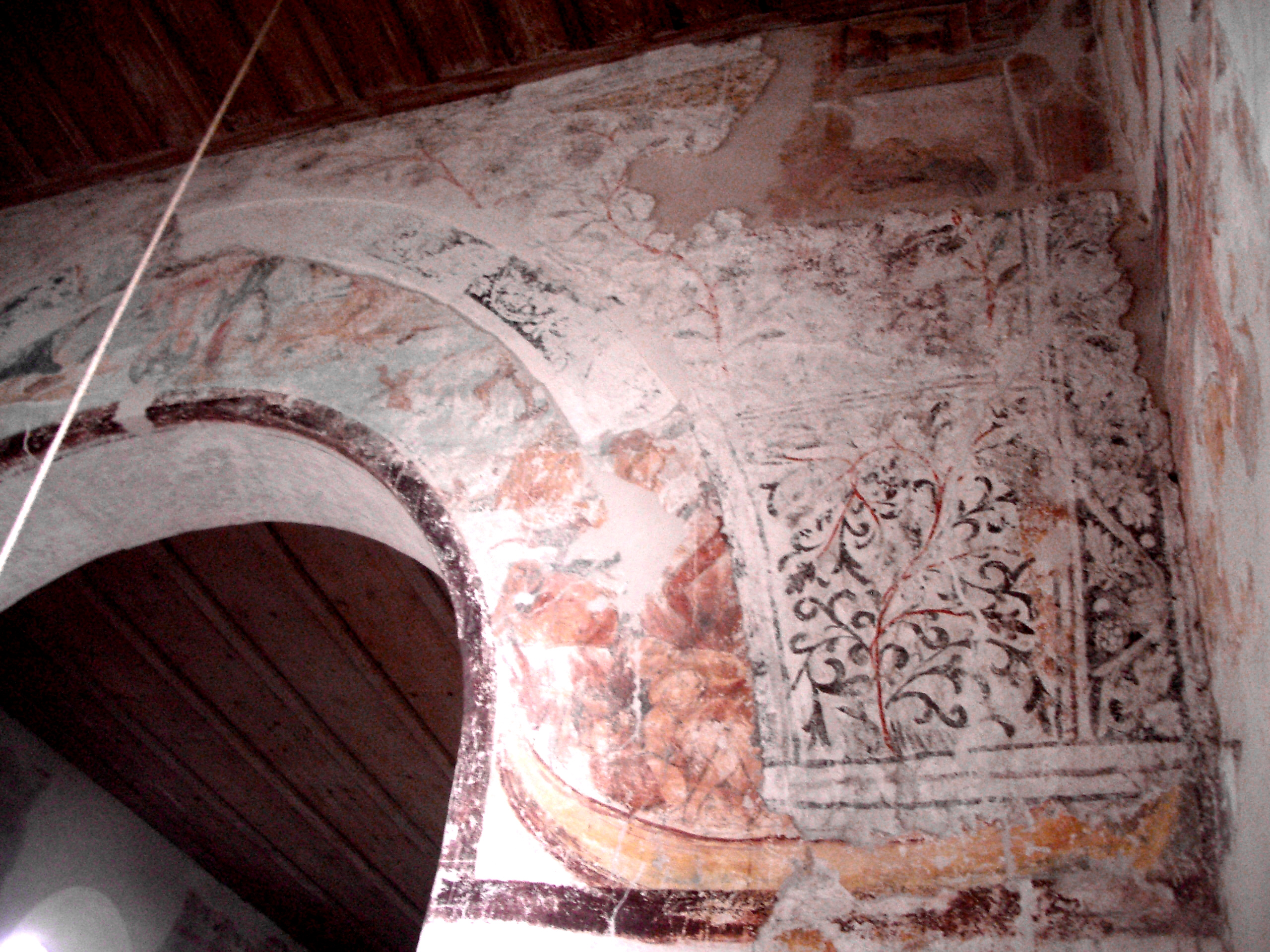
Fresco Winidhere op de rechterkant van de koorboog

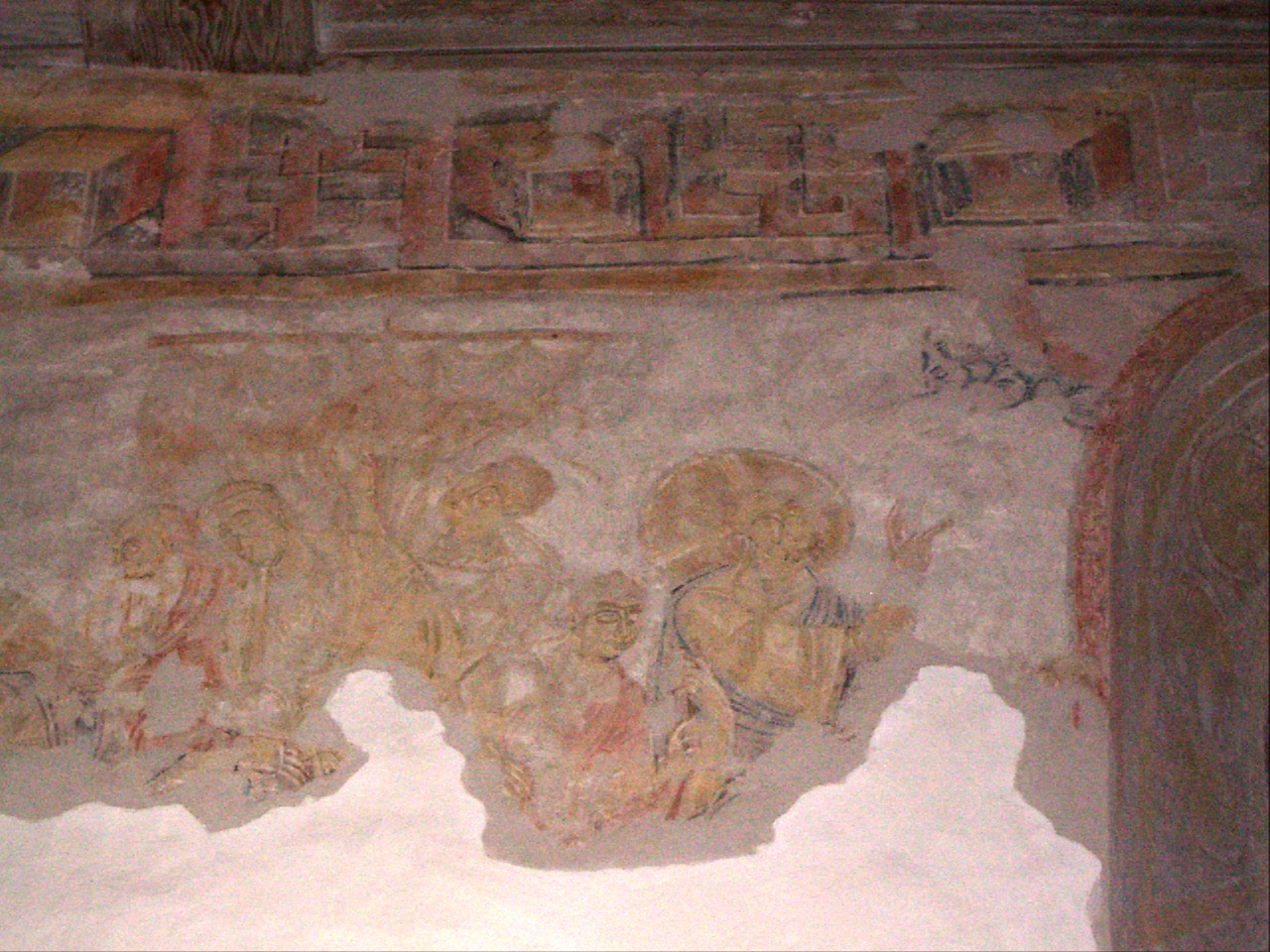
Fresco van de storm op het meer

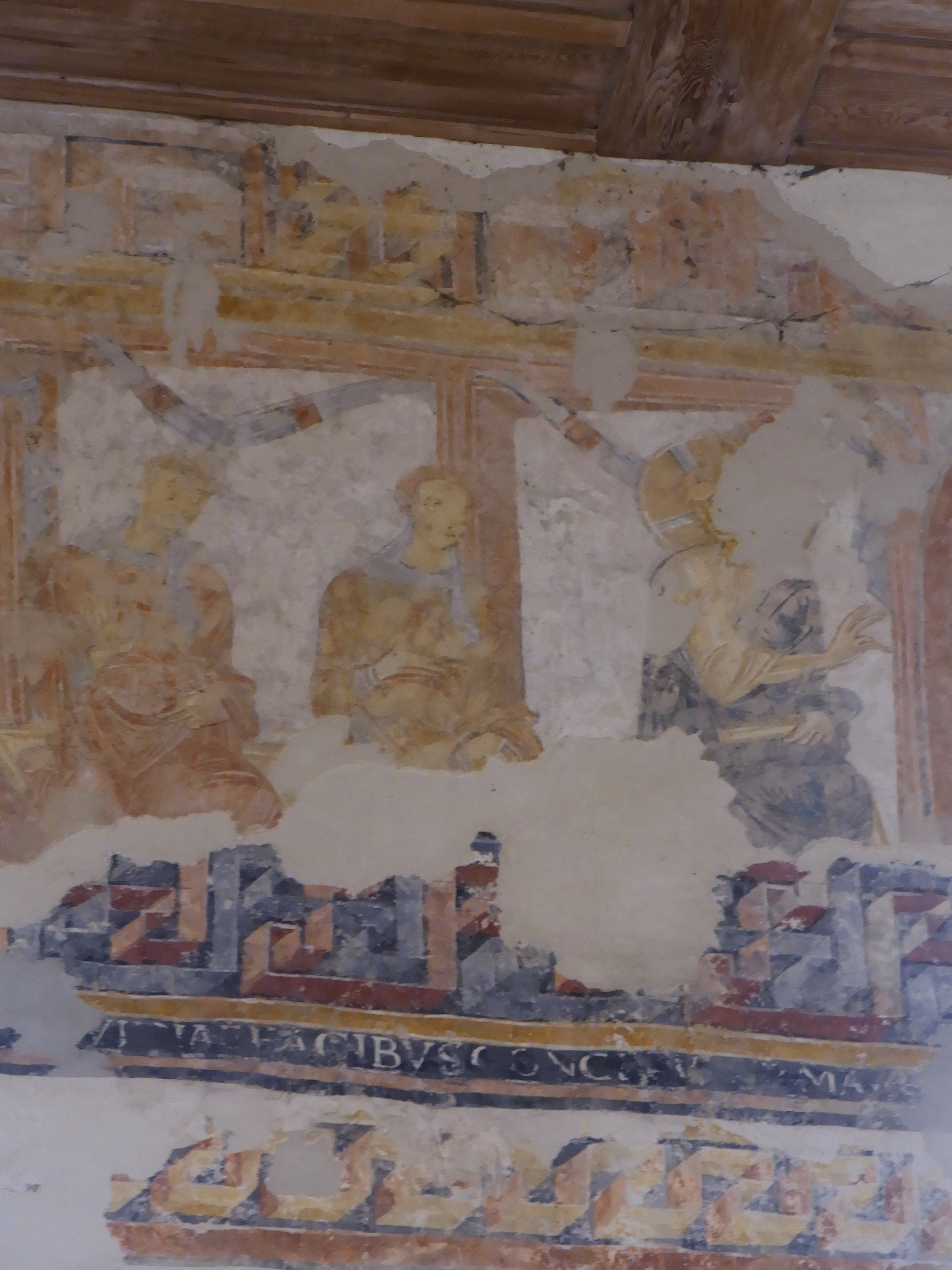
Christus in gesprek met de Farizeeërs

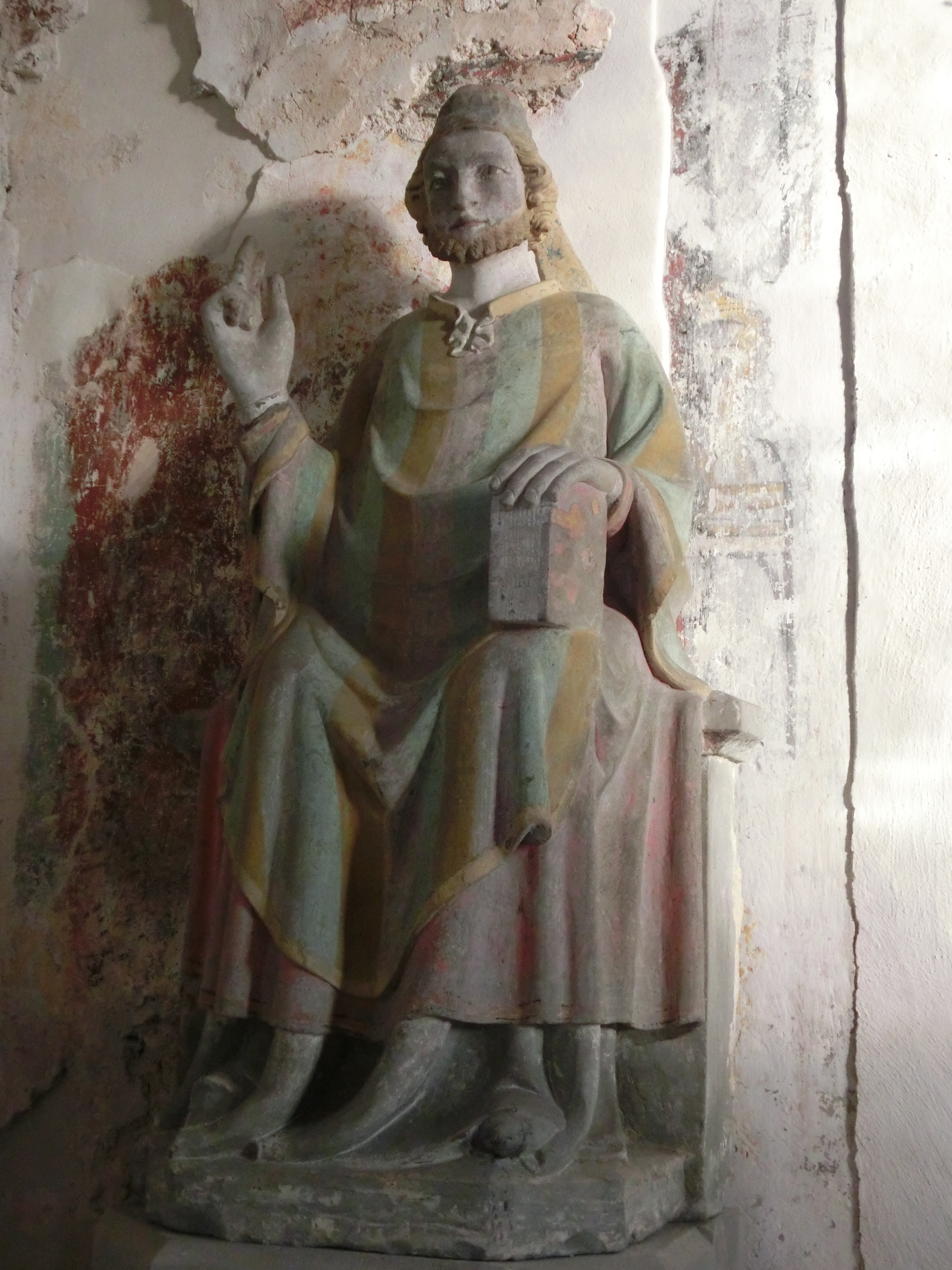
Beeld Sint-Silvester

Aan de oostelijke koorboog zijn links en rechts van de boog de twee kerkbouwers uitgebeeld, het echtpaar Winidhere en Hilteburg. Omdat de oorspronkelijke stichter van de kerk graaf Alpger was, zal het bij dit echtpaar gaan om de personen die de grote verbouwing in de 10e eeuw mogelijke maakte. Beide figuren worden begeleid door een patroonheilige die een geschenk aanneemt en de beide stichtersfiguren naar de in het midden van de koorboog tronende Christus leiden. Links van de koorboog is een vrouw te  zien, wiens naam in het inschrift als  HLTEPVR[C] (Hilteburg) wordt aangegeven. Naast haar staat Martinus van Tours, die zijn hoofd naar Christus buigt en zijn arm om de schouder van Hilteburg legt. Wat ze oorspronkelijk als offergave in haar handen hield is niet meer te herkennen, mogelijk betrof het een relikwie. 
Rechts van de koorboog wordt VVINIDHERE  (Winidhere) afgebeeld, die een klein kerkgebouw overhandigt. Het detailrijk uitgevoerde kerkmodel is van vier ramen, een zadeldak en een dakruiter voorzien. Van de heilige naast Winidhere zijn slechts de letter CIANUS te lezen. Uit ouder onderzoek werd geconcludeerd dat het de heilige Priscianus zou betreffen,  tegenwoordig denkt men echter dat het Marcianus moet zijn.
De welgestelde familie Winidhere waren nauw verbonden met het klooster Reichenau, waar  tussen 820 en 950 drie monniken uit deze familie woonden. De fresco’s van het echtpaar zijn van jongere datum als het inschrift van Walahfried. 

#### Fresco’s over het leven Jezus
Uit de tweede fase stamt een cyclus van oorspronkelijk 16 voorstellingen uit het leven van Jezus, waarvan er vier goed bewaard bleven, zes deels bewaard en zes gingen geheel verloren gingen. De noordelijke en zuidelijke muur van het kerkschip worden door horizontale meanders in twee zones verdeeld met aan elke kant dus twee keer vier voorstellingen.
Met de klok mee werden in de bovenste zone aan de noordelijke muur (1-4) en de zuidelijke muur (5-8) de volgende scènes aangebracht: 
1. (verwoest)
2. De storm op het meer van Galilea
3. De genezing van de bezetene
4. (verwoest)
5. De genezing van de melaatse
6. De opwekking van de jongeling te Naim
7. Christus spreekt met de Farizeeërs
8. De genezing van de lamme
Aan de onderste zone met klok mee werden vanaf de noordelijke muur (9-12) naar de zuidelijke muur (13-16) de volgende voorstellingen aangebracht:
9–12 (verwoestt)
13. De genezing van de man met waterzucht
14. De opwekking van Lazarus
15. Christus op de Olijfberg
16. (verwoest)
Jezus’ wonderen (2, 3, 5, 6, 13, 14) zijn ook in de Joriskerk van Oberzell te vinden. Met name de scène van de jongeling te Naim (2) vertoont grote overeenkomsten met de voorstelling aldaar. Ze hadden waarschijnlijk dezelfde voorbeelden of zijn ten minste in dezelfde periode ontstaan. In de Sint-Joriskerk bevinden zich daarentegen geen voorstellingen uit de lijdensgeschiedenis van Jezus. Dat er de Silvesterkerk één afbeelding van de passie bewaard bleef wordt door menigeen als aanwijzing ervaren dat er een hele passiecyclus moet zijn geweest.

#### Koorfresco's
Het koor is driezijdig beschilderd. Oorspronkelijk was ook de kant naar het kerkschip toe versierd. De oostelijke muur toonde oorspronkelijk Christus als ‘’Maiestas Domini’’. Het fresco ging echter bij de inbouw van een venster in de 14e eeuw verloren. Links en rechts van dit voormalige fresco zitten zes apostelen op een bank. Ter rechterzijde van Christus zitten Petrus en (volgens het later aangebrachte inschrift) Andreas. De overige apostelen zijn niet te identificeren. Van de linker rij zijn alleen Johannes (tweede in de rij) en Marcus (vijfde in de rij) geïdentificeerd.